# Турчин, Виктор Анатольевич
Виктор Анатольевич Турчи́н (род. 12 октября 1955) — Заслуженный тренер Украины; Заслуженный работник физической культуры и спорта Украины. Известен как специалист, подготовивший 3-кратного рекордсмена мира, 3-кратного рекордсмена Европы, многократного чемпиона мира и Европы Олега Лисогора. Так же воспитал Сергея Бреуса (МСМК, неоднократного чемпиона Европы, призёра чемпионатов мира и Европы, 2-кратного рекордсмена Европы), Андрея Олейника (МСМК, призёра чемпионата мира и Европы), Дениса Сизоненко (МСМК, чемпиона Всемирной универсиады). Ученики Виктора Турчина на чемпионатах мира и Европы (в длинной и короткой воде), а также на Всемирных универсиадах завоевали: 38 золотых, 20 серебряных и 14 бронзовых медалей.

## Биография
Окончил два университета : Киевский национальный университет имени Тараса Шевченко (1979) и Киевский государственный институт физической культуры (1991).
- 1979—1986 гг. — работал в институтах академии наук УССР.
- 1986 г. — тренер-преподаватель ДЮСШ г. Бровары Киевская обл.
- 1987 — 1991 гг. — Киевский ГИФК.
- 1993 г. — Броварское Высшее училище физической культуры.
- 1998 г. — работал в Республиканской ШВСМ.

Живёт в городе Бровары, где работает в БВУФК.